# Честербрук (Пенсільванія)
Честербрук (англ. Chesterbrook) — переписна місцевість (CDP) в США, в окрузі Честер штату Пенсільванія. Населення — 5610 осіб (2020).

## Географія
Честербрук розташований за координатами 40°4′14″ пн. ш. 75°27′18″ зх. д. / 40.07056° пн. ш. 75.45500° зх. д. (40.070567, -75.454995).  За даними Бюро перепису населення США в 2010 році переписна місцевість мала площу 4,06 км², з яких 4,04 км² — суходіл та 0,02 км² — водойми.

## Демографія
Згідно з переписом 2010 року, у переписній місцевості мешкало 4589 осіб у 2300 домогосподарствах у складі 1177 родин. Густота населення становила 1130 осіб/км².  Було 2389 помешкань (588/км²).
Расовий склад населення:
| - 79,1 % — білих - 15,7 % — азіатів - 3,6 % — чорних або афроамериканців |

До двох чи більше рас належало 1,1 %. Частка іспаномовних становила 2,4 % від усіх жителів.
За віковим діапазоном населення розподілялося таким чином: 18,5 % — особи молодші 18 років, 65,7 % — особи у віці 18—64 років, 15,8 % — особи у віці 65 років та старші. Медіана віку мешканця становила 43,4 року. На 100 осіб жіночої статі у переписній місцевості припадало 80,8 чоловіків;  на 100 жінок у віці від 18 років та старших — 76,0 чоловіків також старших 18 років.
Середній дохід на одне домашнє господарство  становив 122 025 доларів США (медіана — 108 072), а середній дохід на одну сім'ю — 144 522 долари (медіана — 133 056). За межею бідності перебувало 2,9 % осіб, у тому числі 0,0 % дітей у віці до 18 років та 2,0 % осіб у віці 65 років та старших.
Цивільне працевлаштоване населення становило 2722 особи. Основні галузі зайнятості: науковці, спеціалісти, менеджери — 27,5 %, освіта, охорона здоров'я та соціальна допомога — 17,3 %, фінанси, страхування та нерухомість — 14,4 %.